# 刘妙然
刘妙然（1987年7月23日—）是一位女主持人，她曾主持《河北新闻联播》、《看今朝》、《直播京津冀》等一些河北台的新闻节目，在2019年参与了《中央广播电视总台2019主持人大赛》进入30强却止步于9强，随后于2021年4月25日在央视新闻频道的《新闻直播间》栏目中出镜。